# Liste von Sakralbauten in Aachen
Die Liste von Sakralbauten in Aachen enthält die jeweils aktuellen öffentlichen Sakralbauten, Gebetshäuser und Gemeindezentren der wichtigsten auf dem Gebiet der Stadt Aachen ansässigen Glaubensgemeinschaften. Nicht aufgeführt sind dagegen kleinere, meist in Wohnblocks, Schulen, Altenheimen und Krankenhäusern integrierte lokale Andachtskapellen und/oder Gebetsstuben, die eher den Charakter eines Versammlungsraumes haben. Darunter fallen neben besagten Schul-, Krankenhaus- und Seniorenheimkapellen beispielsweise das Katholische Hochschulzentrum Aachen, das Buddhistische Zentrum Aachen und die Al Imam Malik Moschee. Darüber hinaus sind im Abschnitt „profanierte Sakralgebäude“ diejenigen Objekte aufgeführt, die zwischenzeitlich profaniert oder entwidmet und einer neuen Verwendung zugeführt worden sind oder noch werden.
Basis für die Aufstellung sind die Internetseiten der „Gemeinschaften der Gemeinden in der Region Aachen-Stadt“, der „Evangelischen Kirchengemeinde Aachens“ im Kirchenkreis Aachen und der „Arbeitsgemeinschaft Christlicher Kirchen in Aachen“ sowie die Nachweise der nicht in dieser Aufzählung aufgeführten Gotteshäuser.

Legende:
- = Weltkulturerbe;  = Denkmalgeschütztes Gebäude;  = Station des Jakobswegs

## Römisch-katholische Sakralgebäude

### Kirchen
| Abbildung | Name                            | Standort                                       | Koordinaten                 | Bauzeit                                       | Gemeinschaft der Gemeinden/Pfarrei                | Anmerkungen |
| --------- | ------------------------------- | ---------------------------------------------- | --------------------------- | --------------------------------------------- | ------------------------------------------------- | --- |
|           | Aachener Dom                    | Aachen Domhof                                  | 50° 46′ 29″ N, 6° 5′ 2″ O   | 8. Jh. (Westwerk und Oktogon); 14. Jh. (Chor) |                                                   | Kathedrale des Bistums Aachen; seit 1978 erstes deutsches Weltkulturerbe |
|           | Christus unsere Einheit         | Aachen-Lichtenbusch Raerener Straße            | 50° 42′ 44″ N, 6° 7′ 28″ O  |                                               | GdG Aachen-Kornelimünster/Roetgen                 | |
|           | Erlöserkirche                   | Aachen-Brand Nordstraße                        | 50° 45′ 14″ N, 6° 9′ 44″ O  | 1969/70                                       | GdG Aachen-Forst/Brand                            | Architekt: Josef Viethen; Kolumbarium |
|           | Heilig-Geist-Kirche             | Aachen Körnerstraße                            | 50° 45′ 53″ N, 6° 4′ 29″ O  | 1930                                          | St. Jakob – GdG Aachen-West                       | Architekt: Otto Bongartz |
|           | Heilig-Kreuz-Kirche             | Aachen Pontstraße 148                          | 50° 46′ 50″ N, 6° 4′ 50″ O  | 1902                                          | Franziska von Aachen – GdG Aachen-Mitte           | Architekt: Joseph Buchkremer |
|           | Herz-Jesu-Kirche                | Aachen-Burtscheid Viktoriaallee                | 50° 46′ 2″ N, 6° 6′ 32″ O   | 1910                                          | St. Gregor von Burtscheid – GdG Aachen-Burtscheid | Architekt: Josef Kleesattel |
|           | Gemeindezentrum Maria im Tann   | Aachen-Preuswald Reimser Straße                | 50° 44′ 31″ N, 6° 3′ 1″ O   | 1976                                          | St. Jakob – GdG Aachen-West                       | Architekt: Hubert Olion |
|           | St. Salvator                    | Aachen-Salvatorberg                            | 50° 47′ 3″ N, 6° 5′ 8″ O    | 1883–1886 (Neubau)                            |                                                   | Architekt: Joseph Laurent; ehemalige Klosterkirche, jetzt im Besitz Stadt Aachen und betrieben durch das Sozialwerk Aachener Christen                                                          |
|           | St. Adalbert                    | Aachen Kaiserplatz                             | 50° 46′ 30″ N, 6° 5′ 42″ O  | 1005; 19. Jh. (Um- und Neubau),               | Franziska von Aachen – GdG Aachen-Mitte           | Architekt: Heinrich Wiethase; ehemalige Stiftskirche eines Kollegiatstiftes; nach dem Dom die zweitälteste Kirche Aachens;                                                                     |
|           | St. Andreas                     | Aachen-Soers Am Weberhof 1                     | 50° 47′ 25″ N, 6° 5′ 22″ O  | 1968                                          | Franziska von Aachen – GdG Aachen-Mitte           | Architekt: Karl Otto Lüfken im Volksmund Zitronenpresse genannt |
|           | St. Anna                        | Aachen-Walheim Albert-Einstein-Straße          | 50° 42′ 29″ N, 6° 10′ 34″ O | 1859–1861                                     | GdG Aachen-Kornelimünster/Roetgen                 | Architekt: Johann Peter Cremer |
|           | St. Apollonia                   | Aachen-Eilendorf Heckstraße                    | 50° 46′ 44″ N, 6° 10′ 6″ O  | 1961                                          | St. Severin – GdG Aachen-Ost/Eilendorf            | Architekt: Peter Salm |
|           | St. Aposteln                    | Aachen-Burtscheid Am Branderhof                | 50° 45′ 36″ N, 6° 6′ 23″ O  | 1970                                          | St. Gregor von Burtscheid – GdG Aachen-Burtscheid | |
|           | St. Bonifatius                  | Aachen Mataré-Straße                           | 50° 46′ 11″ N, 6° 7′ 15″ O  | 1961                                          | GdG Aachen-Forst/Brand – St. Katharina            | Architekt: Rudolf Schwarz |
|           | St. Donatus                     | Aachen-Brand                                   | 50° 44′ 51″ N, 6° 9′ 57″ O  | 1883                                          | GdG Aachen-Forst/Brand                            | Architekt: Vincenz Statz |
|           | St. Foillan                     | Aachen Ursulinerstr. 2                         | 50° 46′ 29″ N, 6° 5′ 5″ O   | 1180, 1958 (Wiederaufbau)                     | Franziska von Aachen – GdG Aachen-Mitte           | |
|           | St. Fronleichnam                | Aachen Düppelstraße                            | 50° 46′ 28″ N, 6° 6′ 54″ O  | 1930                                          | St. Fronleichnam – GdG Aachen-Ost/Eilendorf       | Architekt: Rudolf Schwarz; erster moderner Kirchenbau in Aachen. |
|           | St. Germanus                    | Aachen-Haaren Germanusstraße                   | 50° 47′ 47″ N, 6° 7′ 31″ O  | 1892                                          | Christus unser Bruder – GdG Aachen-Nord           | Architekt: Heinrich van Kann |
|           | St. Gregorius                   | Aachen-Burtscheid Eupener Straße               | 50° 44′ 59″ N, 6° 5′ 11″ O  | 1967                                          | St. Gregor von Burtscheid – GdG Aachen-Burtscheid | Architekt: Stefan Leuer; Kirchenneubau nach Abriss einer seit 1945 dort existierenden Notkirche. Bisherige Krypta wird seit 2020 nach entsprechenden Umbaumaßnahmen als Kolumbarium verwendet. |
|           | St. Heinrich                    | Aachen-Horbach Horbacher Straße                | 50° 50′ 1″ N, 6° 2′ 41″ O   | 1632                                          | GdG Aachen-Nordwest                               | |
|           | St. Hubertus                    | Aachen-Hanbruch Kronenberg                     | 50° 45′ 59″ N, 6° 3′ 37″ O  | 1964                                          | St. Jakob – GdG Aachen-West                       | Architekt: Gottfried Böhm im Volksmund Backenzahn genannt |
|           | St. Hubertus                    | Aachen-Verlautenheide Verlautenheidener Straße | 50° 47′ 50″ N, 6° 9′ 20″ O  | 1950–1954                                     | Christus unser Bruder – GdG Aachen-Nord           | Architekt: Hubert Hermann |
|           | St. Jakob                       | Aachen Jakobstraße                             | 50° 46′ 14″ N, 6° 4′ 33″ O  | 1886                                          | St. Jakob – GdG Aachen-West                       | Architekt: Heinrich Wiethase |
|           | St. Johann Baptist              | Aachen-Burtscheid Abteiplatz                   | 50° 45′ 46″ N, 6° 5′ 37″ O  | 1736 (Neubau)                                 | St. Gregor von Burtscheid – GdG Aachen-Burtscheid | Baumeister: Johann Joseph Couven; Abteikirche der früheren Reichsabtei Burtscheid |
|           | St. Josef                       | Aachen Adalbertsteinweg/Josefsplatz            | 50° 46′ 29″ N, 6° 6′ 29″ O  | 1898                                          | St. Fronleichnam – GdG Aachen-Ost/Eilendorf       | Architekt: Gerhard Franz Langenberg, seit 2006 Kolumbarium |
|           | St. Josef                       | Aachen-Schmithof Bergfeld                      | 50° 41′ 39″ N, 6° 9′ 42″ O  | 1904                                          | GdG Aachen-Kornelimünster/Roetgen                 | |
|           | St. Katharina                   | Aachen Forster Linde                           | 50° 41′ 39″ N, 6° 9′ 42″ O  | 1866/67, 1888/89 (Ausbau)                     | GdG Aachen-Forst/Brand                            | Architekt: Julius Busch |
|           | St. Konrad                      | Aachen-Vaalserquartier Konradstraße            | 50° 46′ 7″ N, 6° 1′ 39″ O   | 1948–1951                                     | GdG Aachen-Nordwest                               | Architekten: Jakob und Johann Kutsch |
|           | St. Kornelius                   | Aachen-Kornelimünster                          | 50° 43′ 44″ N, 6° 10′ 56″ O | Abschnittsweise 13. bis 18. Jh.               | GdG Aachen-Kornelimünster/Roetgen                 | ehem. Propsteikirche der Reichsabtei Kornelimünster, heute Wallfahrtskirche |
|           | St. Laurentius                  | Aachen-Laurensberg Laurentiusstraße            | 50° 48′ 5″ N, 6° 3′ 8″ O    | 1912                                          | GdG Aachen-Nordwest                               | Baumeister: Joseph Buchkremer und Paul Clemen |
|           | St. Mariä – Schmerzhafte Mutter | Aachen-Hahn Hahner Straße                      | 50° 42′ 40″ N, 6° 11′ 51″ O | 1880                                          | GdG Aachen-Kornelimünster/Roetgen                 | Architekt: Vincenz Statz |
|           | St. Marien                      | Aachen Aureliusstraße                          | 50° 46′ 12″ N, 6° 5′ 20″ O  | 1979–1981                                     | Franziska von Aachen – GdG Aachen-Mitte           | Architekt: Karl Otto Lüfkens; Sitz der polnischen Gemeinde |
|           | St. Martinus                    | Aachen-Richterich Horbacher Straße             | 50° 48′ 51″ N, 6° 3′ 31″ O  | 1791                                          | GdG Aachen-Nordwest                               | ehemalige pfalzgräfliche Gutskapelle |
|           | St. Martin                      | Aachen Heinrich-Hollands-Straße                | 50° 47′ 22″ N, 6° 6′ 52″ O  | 2006                                          | Christus unser Bruder – GdG Aachen-Nord           | Neubau nach Profanierung und Übergabe der alten Kirche an die Vineyardgemeinde im Jahr 2005 |
|           | St. Michael                     | Aachen-Burtscheid Michaelsbergstraße           | 50° 45′ 50″ N, 6° 5′ 40″ O  | 1751 (Neubau)                                 | St. Gregor von Burtscheid – GdG Aachen-Burtscheid | Baumeister: Johann Joseph Couven |
|           | St. Peter                       | Aachen Peterkirchshof                          | 50° 46′ 41″ N, 6° 5′ 27″ O  | 1717                                          | Franziska von Aachen – GdG Aachen-Mitte           | Architekt: Laurenz Mefferdatis |
|           | St. Peter                       | Aachen-Orsbach Düserhofstraße                  | 50° 47′ 54″ N, 5° 59′ 48″ O | 1863–1864                                     | GdG Aachen-Nordwest                               | Architekt: Vincenz Statz |
|           | St. Philipp Neri                | Aachen Gut Kullen                              | 50° 46′ 20″ N, 6° 2′ 27″ O  | 1988                                          | GdG Aachen-Nordwest – St. Konrad                  | Architekt: Gerd Goebgens; Innenausstattung: Andreas Dilthey |
|           | St. Rochus                      | Aachen-Oberforstbach                           | 50° 43′ 28″ N, 6° 8′ 33″ O  | 1962                                          | GdG Aachen-Kornelimünster/Roetgen                 | Architekt: Peter Salm |
|           | St. Sebastian                   | Aachen-Hörn Ahornstraße                        | 50° 46′ 47″ N, 6° 3′ 39″ O  | 1954                                          | GdG Aachen-Nordwest                               | Architekt: Alfons Leitl |
|           | St. Severin                     | Aachen-Eilendorf Severinstraße                 | 50° 46′ 45″ N, 6° 9′ 10″ O  | 1864                                          | St. Severin – GdG Aachen-Ost/Eilendorf            | Architekten: Heinrich Wiethase und August Essenwein |
|           | St. Stephanus                   | Aachen-Kornelimünster                          | 50° 43′ 47″ N, 6° 10′ 59″ O | 14. Jh.                                       | GdG Aachen-Kornelimünster/Roetgen – St. Kornelius | ehemalige Mutterpfarre des Münsterländchens, seit 1802 Friedhofskirche, in heutiger Zeit ökumenische Nutzung                                                                                   |

### Kapellen
| Abbildung | Name                      | Standort                                   | Koordinaten                     | Bauzeit                                                  | Gemeinschaft der Gemeinden/Pfarrei                                | Anmerkungen |
| --------- | ------------------------- | ------------------------------------------ | ------------------------------- | -------------------------------------------------------- | ----------------------------------------------------------------- | --- |
|           | Antoniuskapelle           | Aachen-Kornelimünster Breiniger Straße     | 50° 43′ 40,8″ N, 6° 11′ 17,6″ O | 1756/1757                                                | GdG Aachen-Kornelimünster/Roetgen – St. Kornelius, Kornelimünster | diente von 1945 bis 1965 der Evangelischen Gemeinde Kornelimünster/Zweifall als Gotteshaus; 1986 grundlegend restauriert                                                                                       |
|           | Apolloniakapelle          | Aachen-Eilendorf Apolloniaweg              | 50° 46′ 43″ N, 6° 10′ 0″ O      | 1774                                                     | St. Fronleichnam – GdG Aachen-Ost/Eilendorf                       | einzige erhaltene von ehemals fünf Kapellen im Ort, steht unter der Obhut eines Fördervereins |
|           | Dreifaltigkeits- kapelle  | Aachen-Schleckheim Aachener Straße         | 50° 43′ 12″ N, 6° 9′ 19″ O      | 17. Jahrh.                                               | GdG – Aachen-Kornelimünster/Roetgen – St. Rochus                  | 1869 Erweiterung dient der Pfarre St. Rochus zu verschiedenen Anlässen als Filialkirche |
|           | Elisabethkapelle          | Aachen Anton-Kurze-Allee                   | 50° 45′ 42″ N, 6° 4′ 34″ O      | 1868                                                     |                                                                   | neugotische Kapelle, anfangs Teil des städtischen Elisabeth-Krankenhauses, seit 1989 im Besitz von Missio Aachen                                                                                               |
|           | Fatima-Kapelle            | Aachen-Horbach Scherbstraße                | 50° 50′ 25″ N, 6° 3′ 26″ O      | 1957                                                     | GdG Aachen-Nordwest – St. Heinrich, Horbach                       | Stiftungskapelle zum 25-jährigen Jubiläums des Pfarrers Klein aus Horbach; 1993 grundlegend renoviert und ausgebaut                                                                                            |
|           | Friedenskapelle           | Aachen-Haaren Haarberg                     | 50° 47′ 55″ N, 6° 8′ 23″ O      | 1969                                                     | Christus unser Bruder – GdG Aachen-Nord – St. Germanus, Haaren    | Architekt: Paul Stollmann Von Bürgern des Ortes gestiftet; dient für jährliche Stiftermessen und Gebetstreffen für die Aachener Friedenstage sowie als Ort für Trauungen                                       |
|           | Hubertuskapelle           | Aachen-Horbach Heyder Feldweg              | 50° 51′ 4″ N, 6° 3′ 21″ O       | 1902                                                     |                                                                   | auf Horbacher Grund, aber vom Kreuzverschönerungsverein aus dem benachbarten Pannesheide betreut; 1992 und 2002 umfassend renoviert                                                                            |
|           | Hubertuskapelle           | Aachen-Richterich Gierstraße               | 50° 48′ 55″ N, 6° 3′ 19″ O      | 1959                                                     |                                                                   | betreut durch die St. Hubertus-Schützenbruderschaft Richterich 1816 |
|           | Jakobuskapelle            | Aachen-Brand Bierstrauch                   | 50° 43′ 55″ N, 6° 9′ 6″ O       | 2002                                                     |                                                                   | Privatkapelle Gestiftet als Marienkapelle von dem Ehepaar Alfred und Anna Steyns. 2012 Schenkung einer Jakobsfigur der Pfarrgemeinde St. Donatus, Brand und Umwidmung als Jakobuskapelle für die Jakobspilger. |
|           | Kapelle Franziskuskloster | Aachen Lindenplatz                         | 50° 46′ 30″ N, 6° 4′ 41″ O      | 1895                                                     |                                                                   | Klosterkapelle der Niederlassung der Armen-Schwestern vom heiligen Franziskus |
|           | Kapelle Maria im Schnee   | Aachen-Kornelimünster Klauser Straße       | 50° 44′ 3″ N, 6° 10′ 43″ O      | 1658                                                     |                                                                   | ehemalige Eremitage und Pilgerkapelle. Am Weg zu ihr stehen seit 1908 sieben Fußfallstationen für die Sieben Schmerzen Mariens.                                                                                |
|           | Kapelle Mariä Schutz      | Aachen-Kornelimünster Wilburgpfad          | 50° 43′ 46″ N, 6° 9′ 55″ O      | 1960                                                     |                                                                   | errichtet im Garten der Neuen Benediktinerabtei in Kornelimünster |
|           | Kapelle St. Bernhard      | Aachen-Friesenrath Friesenrather Weg       | 50° 41′ 53″ N, 6° 11′ 8″ O      | 1938/1939                                                | GdG Aachen-Kornelimünster/Roetgen – St. Anna, Walheim             | Architekt: Karl Schmitz dient der Pfarre St. Anna zu verschiedenen Anlässen als Filialkirche |
|           | Kind-Jesu-Kapelle         | Aachen Jakobstraße                         | 50° 46′ 29″ N, 6° 4′ 51″ O      | 1851 (erbaut); 1957 (Wiederaufbau), 2017 (Neugestaltung) |                                                                   | Ehemalige Klosterkapelle der Schwestern vom armen Kinde Jesus, jetzt in Besitz des Bistums Aachen letzte Ruhestätte der Ordensgründerin Clara Fey                                                              |
|           | Kriegerkapelle            | Aachen-Friesenrath Pannekogweg             | 50° 41′ 56″ N, 6° 8′ 54″ O      | 1906                                                     |                                                                   | ehemalige Friedhofskapelle, jetzt Gedenkstätte für die Opfer beider Weltkriege |
|           | Marienkapelle             | Aachen-Burtscheid Berdoletstraße           | 50° 45′ 35″ N, 6° 5′ 32″ O      | 1902–1903                                                | St. Gregor von Burtscheid – GdG Aachen-Burtscheid                 | Architekt: Peter Friedrich Peters Nach den Kriegsschäden wurde sie zwischen 1957 und 1964 von dem Architekten Peter Salm wiederhergestellt                                                                     |
|           | Pius-Kapelle              | Aachen Eupener Straße                      | 50° 45′ 14″ N, 6° 5′ 8″ O       |                                                          |                                                                   | Kapelle des Bischöflichen Pius-Gymnasiums im Besitz des Bistums Aachen |
|           | Roskapellchen             | Aachen Rosstraße                           | 50° 46′ 15″ N, 6° 4′ 40″ O      | 1758/1759                                                | St. Jakob – GdG Aachen/West                                       | Architekt: Johann Joseph Couven (zugeschrieben), Pilgerkapelle; |
|           | Schneeberg- kapelle       | Aachen-Laurensberg Schneebergweg           | 50° 46′ 49″ N, 6° 0′ 59″ O      | 1963                                                     |                                                                   | Privatkapelle; gestiftet durch Bauer Maahsen aufgrund eines Gelübdes |
|           | Josefskapelle             | Aachen-Forst-Lintert Lintertstraße         | 50° 44′ 49″ N, 6° 7′ 33″ O      | 1908–1909                                                | GdG Aachen-Forst/Brand – St. Katharina, Forst                     | sie dient der Pfarre St. Katharina als Filialkirche für gelegentliche Kleinkindergottesdienste, Hochzeit- und Tauffeiern                                                                                       |
|           | Raphaelskapelle           | Aachen-Soers Strüver Weg                   | 50° 47′ 32″ N, 6° 4′ 59″ O      | 1903                                                     |                                                                   | ehemalige Kapelle des Klosters St. Raphael der Ordensgemeinschaft der Töchter vom Heiligen Kreuz; nach Aufgabe des Klosters im Jahr 2003 dient sie als Kapelle der Seniorenresidenz Raphaelhöfe                |
|           | Vincenzkapelle            | Aachen-Brand-Niederforstbach Münsterstraße | 50° 44′ 30″ N, 6° 9′ 20″ O      | 1756                                                     | GdG Aachen-Forst/Brand – St. Donatus, Brand                       | errichtet als „Erdbebenkapelle“, sie dient der Pfarre St. Donatus für Rosenkranzandachten, Betstunden für Verstorbene und gelegentliche Taufen                                                                 |

## Sakralgebäude derEvangelischen Kirche im Rheinland
| Abbildung | Name                                      | Standort                                      | Koordinaten                 | Bauzeit   | Kirchengemeinde                                      | Anmerkungen |
| --------- | ----------------------------------------- | --------------------------------------------- | --------------------------- | --------- | ---------------------------------------------------- | --- |
|           | Annakirche                                | Aachen Annastraße                             | 50° 46′ 24″ N, 6° 4′ 52″ O  | 1802      | Evangelische Kirchengemeinde Aachen                  | ehemalige Klosterkirche der Benediktinerinnen |
|           | Auferstehungskirche                       | Aachen Am Kupferofen 19–21                    | 50° 45′ 52″ N, 6° 7′ 17″ O  | 1962/1963 | Evangelische Kirchengemeinde Aachen                  | Architekt: Gerhard Langmaack Sitz der Bethel-Gemeinde Aachen |
|           | Christuskirche                            | Aachen-Haaren Am Rosengarten 8                | 50° 47′ 34″ N, 6° 7′ 31″ O  | 1966      | Evangelische Kirchengemeinde Aachen                  | Architekt: Werner Schottstädt (Aachen) |
|           | Emmaus-Kirche                             | Aachen Sittarder Straße 58                    | 50° 45′ 21″ N, 6° 8′ 32″ O  | 1983      | Evangelische Kirchengemeinde Aachen                  | Architekt: Jürgen Hartmann (Köln) |
|           | Ev. Gemeindezentrum Aachen-Kornelimünster | Aachen-Kornelimünster Schleckheimer Straße 14 | 50° 43′ 43″ N, 6° 10′ 36″ O | 1966      | Evangelische Kirchengemeinde Kornelimünster-Zweifall | Architekten: Rolffs und Hermes (Bonn-Beuel) |
|           | Friedenskirche                            | Aachen Passstraße 92                          | 50° 47′ 1″ N, 6° 5′ 55″ O   | 1974      | Evangelische Kirchengemeinde Aachen                  | Architekt: Joachim Schwarze (Aachen) |
|           | Genezareth-Kirche                         | Aachen Vaalser Straße 349                     | 50° 46′ 9″ N, 6° 2′ 51″ O   | 2017–2018 | Evangelische Kirchengemeinde Aachen                  | Architektin: Gesine Weinmiller; Neubau Kirche und Gemeindezentrum als Ersatz für das Dietrich-Bonhoeffer-Haus (2018 entwidmet, 2019 abgerissen) und die Arche (2018 entwidmet). |
|           | Immanuelkirche                            | Aachen Siegelallee 2                          | 50° 45′ 8″ N, 6° 5′ 30″ O   | 1982      | Evangelische Kirchengemeinde Aachen                  | Architekt: Henning Drinhausen, Köln |
|           | Martin-Luther-Kirche                      | Aachen-Brand Hermann-Löns-Straße              | 50° 45′ 16″ N, 6° 9′ 52″ O  | 1972      | Evangelische Kirchengemeinde Stolberg                | Architekt: Otto Gercke |
|           | Paul-Gerhardt-Kirche                      | Aachen-Richterich Schönauer Allee 11          | 50° 48′ 43″ N, 6° 3′ 50″ O  | 1982      | Evangelische Kirchengemeinde Aachen                  | Architekt: Joachim Schwarze |
|           | Versöhnungskirche                         | Aachen-Eilendorf Johannesstr. 12              | 50° 46′ 45″ N, 6° 9′ 33″ O  | 1971      | Evangelische Kirchengemeinde Aachen                  | bis 1979 zur Evangelischen Kirchengemeinde Stolberg gehörend Architekt: Otto Gercke                                                                                             |
|           | Zentrum für Familien – Martin-Luther-Haus | Aachen Martin-Luther-Straße 16                | 50° 46′ 24″ N, 6° 5′ 40″ O  | 1983      | Evangelische Kirchengemeinde Aachen                  | ev. Bildungsstätte; Gebetsort der Yehyang evangelisch-koreanischen Kirchengemeinde und Predigtstätte der Ungarisch-Evangelischen Gemeinde NRW; Architekt: Joachim Schwarze      |

## Ökumenische Sakralgebäude
| Abbildung | Name                  | Standort                                 | Koordinaten                | Bauzeit | Träger                   | Anmerkungen |
| --------- | --------------------- | ---------------------------------------- | -------------------------- | ------- | ------------------------ | --- |
|           | Dreifaltigkeitskirche | Aachen Ecke Zollernstraße – Herzogstraße | 50° 46′ 9″ N, 6° 5′ 49″ O  | 1899    | Ökumenische Jugendkirche | Architekt: Heinrich Reinhardt; 2006 stillgelegt, 2011 saniert, seit Ende 2015 Veranstaltungs- und Gebetsraum der Jungen Kirche Aachens. Träger Evangelische Kirchengemeinde Aachen im Kirchenkreis Aachen |
|           | St. Nikolaus          | Aachen Großkölnstraße                    | 50° 46′ 39″ N, 6° 5′ 10″ O | 1628    | Ökumenische Citykirche   | ehemalige Klosterkirche der Franziskaner; Träger: Evangelische Kirchengemeinde Aachen |

## Sakralgebäude weiterer christlicher Religionsgemeinschaften
| Abbildung | Name                                                       | Standort                        | Koordinaten                | Bauzeit   | Träger                                                                                            | Anmerkungen |
| --------- | ---------------------------------------------------------- | ------------------------------- | -------------------------- | --------- | ------------------------------------------------------------------------------------------------- | --- |
|           | Christengemeinschaft in Aachen                             | Aachen-Beverau Krautmühlenweg 6 | 50° 45′ 59″ N, 6° 6′ 47″ O |           | Die Christengemeinschaft                                                                          | |
|           | Evangelische Freikirchliche Gemeinde Aachen                | Aachen-Forst Albert-Maas-Straße | 50° 45′ 58″ N, 6° 8′ 5″ O  |           | Baptistengemeinde                                                                                 | Das Kirchengebäude war zuvor bis zu seiner Profanierung im Jahr 2008 katholisches Gemeindezentrum „Franziska von Aachen“ |
|           | Freie Christengemeinde Aachen                              | Aachen Lothringer Straße 21     | 50° 46′ 17″ N, 6° 5′ 38″ O |           | Freie Christengemeinde / Pfingstgemeinde                                                          | |
|           | Freie Evangelische Christen in Aachen                      | Aachen Beeckstraße 36           | 50° 46′ 22″ N, 6° 5′ 34″ O |           | Evangelische Gesellschaft für Deutschland                                                         | |
|           | Freie evangelische Gemeinde                                | Aachen Roermonder Straße 110    | 50° 47′ 9″ N, 6° 4′ 22″ O  |           | Bund Freier evangelischer Gemeinden in Deutschland                                                | |
|           | Freie evangelische Gemeinde – Christusgemeinde Aachen      | Aachen Viktoriaallee 51         | 50° 46′ 3″ N, 6° 6′ 35″ O  |           | Bund Freier evangelischer Gemeinden in Deutschland                                                | |
|           | Internationale Christliche Freikirche                      | Aachen Roermonder Str. 4        | 50° 46′ 57″ N, 6° 4′ 43″ O |           | International Christian Fellowship,                                                               | Gaststatus in der Arbeitsgemeinschaft Christlicher Kirchen Aachen |
|           | Krankenhauskapelle Luisenhospital Aachen                   | Aachen Boxgraben                | 50° 46′ 5″ N, 6° 4′ 32″ O  | 1928      | Kapelle der Selbständigen Evangelisch-Lutherischen Kirche (SELK)                                  | Architekt: Landesbaurat Erich Sturm. An der Außenwand ein barocker Wappenstein des Bischofs von Lausanne Claude-Antoine Duding mit der Jahreszahl 1749. Duding war 1718 Komtur der Johanniter-Kommende Aachen am ehemaligen Hof Gut Kullen in Vaalserquartier. |
|           | Lighthouse Christliches Zentrum                            | Aachen Oranienstraße 22–24      | 50° 46′ 21″ N, 6° 6′ 30″ O |           | Freikirche mit ev. Glaubensbekenntnis                                                             | Gaststatus in der Arbeitsgemeinschaft Christlicher Kirchen Aachen; Sitz der Foundation Stone Ministry e. V. Aachen |
|           | Gemeinde Neues Leben – Internationale christliche Gemeinde | Aachen-Rothe Erde Hüttenstraße  | 50° 46′ 38″ N, 6° 8′ 9″ O  | 1901      | Träger: „Neues Leben – Kasachstan“ im Bund Freikirchliche Pfingstgemeinde                         | Kirche war bis Ende des 20. Jahrhunderts die katholische Pfarrkirche St. Barbara; wurde 2019 profaniert und von der Pfingstgemeinde übernommen |
|           | Kirche Jesu Christi der Heiligen der Letzten Tage          | Aachen-Brand Trierer Straße     | 50° 45′ 15″ N, 6° 9′ 16″ O | 2004      | Gemeinschaft der Mormonen                                                                         | |
|           | Hl. Tamara – Zarin von Georgien                            | Aachen Schützenstraße           | 50° 46′ 18″ N, 6° 5′ 29″ O |           | Russisch-orthodoxe Kirche                                                                         | Gebets- und Versammlungsraum ebenerdig in ein Reihenwohnhaus integriert |
|           | Neuapostolische Kirche                                     | Aachen Eifelstraße 30           | 50° 46′ 27″ N, 6° 6′ 37″ O | 1951      | Neuapostolische Kirchengemeinde Aachen-Mitte                                                      | Am 12. Mai 2024 wurde das bisherige Kirchengebäude entwidmet und im Herbst 2024 abgerissen. In den Jahren 2025/2026 erfolgt ein Neubau an gleicher Stelle. |
|           | Neuapostolische Kirche                                     | Aachen Sittarder Str. 34        | 50° 45′ 21″ N, 6° 8′ 25″ O | 1982      | Neuapostolische Kirchengemeinde Aachen-Süd                                                        | |
|           | Theresienkirche                                            | Aachen Pontstraße               | 50° 46′ 41″ N, 6° 4′ 55″ O | 1745      | Rumänisch-orthodoxe Gemeinde „Heilige Dreifaltigkeit“                                             | Architekt: Laurenz Mefferdatis; bis 1803 Klosterkirche der Karmelitinnen; Nach den Bombenangriffen von 1943 Wiederaufbau in den 1950er Jahren im Zustand des 18. Jahrhunderts.                                                                                 |
|           | St. Markus                                                 | Aachen Brabantstraße 17         | 50° 46′ 19″ N, 6° 6′ 2″ O  | 1963      | Alt-katholische Kirche der „Gemeinschaft Charles de Foucauld“ Aachen                              | Kirche ohne Glockenturm; verwendbar als Versammlungsraum für Vorträge und Gemeindetreffen. |
|           | Kirche des Erzengels Michael – St. Dimitrios               | Aachen Jesuitenstraße           | 50° 46′ 25″ N, 6° 4′ 59″ O | 1628      | Kirche der Aachener Gemeinde Agios Dimitrios der Griechisch-orthodoxen Metropolie von Deutschland | ehemalige Klosterkirche der Jesuiten-Kommunität Aachen. Von 1804 bis zur Übernahme durch die griechisch-orthodoxe Gemeinde im Jahr 1987 katholische Pfarrkirche.                                                                                               |
|           | St. Franziskus                                             | Aachen Vaalser Straße           | 50° 46′ 11″ N, 6° 3′ 7″ O  | 1893–1896 | Orthodoxe Fraternität in Deutschland                                                              | ursprünglich Klosterkirche der Kapuziner; war zwischenzeitlich St. Michael Burtscheid angegliedert |
|           | Vineyard                                                   | Aachen Liebigstraße             | 50° 47′ 23″ N, 6° 6′ 50″ O | 1954      | Bewegung evangelischer Christen                                                                   | Das Kirchengebäude war bis zu seiner Profanierung im Jahr 2005 die katholische Kirche St. Martin (siehe dort) |

## Sakralgebäude weiterer Weltreligionen

### Islamische Religionsgemeinschaften
| Abbildung | Name                              | Standort                          | Koordinaten                | Bauzeit   | Anmerkungen |
| --------- | --------------------------------- | --------------------------------- | -------------------------- | --------- | --- |
|           | Bilal-Moschee                     | Aachen Professor-Pirlet-Straße 20 | 50° 46′ 47″ N, 6° 4′ 17″ O | 1964–1971 | In der Trägerschaft des Islamischen Zentrums Aachen e. V.; Entwurf: Rudolf Steinbach und Gernot Kramer; Bauherrin: Internationale Muslimische Studenten Union e. V. (IMSU)                                                                                |
|           | Bosnische Moschee „Dzemat Aachen“ | Aachen-Eilendorf Josefstraße      | 50° 47′ 3″ N, 6° 9′ 16″ O  | 1971      | Ehemalige Kirche der Neuapostolischen Kirchengemeinde Aachen-Eilendorf, 2018 wegen Umstrukturierungen im Gemeindeverbund des Kirchenbezirks Aachen profaniert Anschließend Übernahme durch „Dzemat Aachen“ und umgerüstet zur Bosnischen Moschee Aachens. |
|           | Mansoor-Moschee Aachen            | Aachen Feldstraße 47              | 50° 47′ 28″ N, 6° 6′ 51″ O | 2012–2015 | In der Trägerschaft der Ahmadiyya Muslim Jamaat Deutschland |
|           | Yunus-Emre-Moschee Aachen         | Aachen Stolberger Straße 209      | 50° 46′ 37″ N, 6° 7′ 18″ O | 2011–2018 | In der Trägerschaft der sunnitisch geprägten Türkisch-Islamischen Union der Anstalt für Religion (DİTİB) Aachen; 2019 Einweihung des Vorplatzes als „Moscheeplatz“                                                                                        |

### Judentum
| Abbildung | Name          | Standort              | Koordinaten                | Bauzeit | Anmerkungen |
| --------- | ------------- | --------------------- | -------------------------- | ------- | --- |
|           | Neue Synagoge | Aachen Synagogenplatz | 50° 46′ 36″ N, 6° 5′ 35″ O | 1995    | Nachfolgebau der beim Novemberpogrome 1938 zerstörten Alten Synagoge Aachens, zwischenzeitlich diente von 1957 bis 1995 ein altes Patrizierhaus in der Aachener Oppenhoffallee als Behelfs-Synagoge; Bauherr: Stadt Aachen, Entwurf: Alfred Jacoby, Eigentümer: Jüdische Gemeinde Aachen K.d.ö.R. |

## Profanierte Sakralgebäude
| Abbildung | Name                   | Standort                                 | Koordinaten                | Bauzeit                         | Zugehörigkeit                           | Anmerkungen |
| --------- | ---------------------- | ---------------------------------------- | -------------------------- | ------------------------------- | --------------------------------------- | --- |
|           | Arche                  | Aachen Schurzelter Straße                | 50° 46′ 19″ N, 6° 2′ 15″ O | 1995                            | evangelische Kirchengemeinde Aachen     | 2018 entwidmet; Die Gemeinden der Arche und des Dietrich-Bonhoeffer-Hauses (2019 abgerissen) wurden zusammengelegt und gehören jetzt zur neu gebauten Genezareth-Kirche. Gewinner des Holzbaupreises NRW 1995. Die Arche steht zum Verkauf an.                                                                                      |
|           | Christus unser Friede  | Aachen-Driescher Hof Königsberger Straße | 50° 45′ 18″ N, 6° 8′ 40″ O | 1970/1971                       | GdG Aachen-Forst/Brand                  | 2019 profaniert, im Frühjahr 2025 abgerissen. Im Anschluss daran wurde das Grundstück mit dem Vorplatz an die Stadt Aachen übergeben. |
|           | Kapelle Mariä Geburt   | Aachen-Preuswald Unterer Backertsweg     | 50° 44′ 31″ N, 6° 3′ 0″ O  | 1930                            | Heilig Geist                            | ehemalige Kapelle der Jugendeinrichtung Maria im Tann, Aachen-Preußwald, Architekt: Baurat Philipp Kerz. Sie unterstand bis zum Bau des neuen Gemeindezentrums im Jahr 1976 der Pfarrei Heilig Geist. Seitdem dient sie der Jugendeinrichtung als Mehrzweck- und Turnhalle sowie als Station der örtlichen Fronleichnamsprozession. |
|           | St. Alfons             | Aachen Lothringer Straße                 | 50° 46′ 15″ N, 6° 5′ 49″ O | 1862                            |                                         | Architekt: Heinrich Wiethase 2005 profaniert; ehemalige Klosterkirche der Redemptoristen (1865–1986) und der Jesuiten-Kommunität Aachen (1986–2005), seit 2008 als Bürogebäude umgebaut |
|           | St. Elisabeth          | Aachen Jülicher Straße                   | 50° 46′ 47″ N, 6° 6′ 2″ O  | 1904–1907                       | Christus unser Bruder – GdG Aachen-Nord | Architekt: Eduard Endler; 2016 profaniert und von der Landmarken AG übernommen. Zunächst drei Monate als Konzepthotel genutzt, anschließend gemeinsam mit DigitalHub Aachen als Digital Church genutzt. |
|           | St. Josef von Nazareth | Aachen Lousbergstraße                    | 50° 46′ 59″ N, 6° 4′ 47″ O | 1869/1870                       |                                         | 2009 profaniert; zuvor Kirche des Karmelitinnenklosters Aachen; steht seitdem zum Verkauf an |
|           | St. Paul               | Aachen Jakobstraße                       | 50° 46′ 29″ N, 6° 4′ 46″ O | um 1339 (Erstbau) 1822 (Neubau) | Franziska von Aachen – GdG Aachen-Mitte | 2009 profaniert; ehemalige Klosterkirche des Dominikanerklosters Aachen, Neubau durch Karl Friedrich Schinkel und Johann Peter Cremer; nach Umbau seit 2018 Diözesanarchiv des Bistums Aachen |

## Abgegangene Sakralgebäude
| Abbildung | Name                                        | Standort                                        | Koordinaten                | Bauzeit   | Zugehörigkeit                       | Anmerkungen |
| --------- | ------------------------------------------- | ----------------------------------------------- | -------------------------- | --------- | ----------------------------------- | --- |
|           | Marienkirche                                | Aachen Aureliusstraße                           | 50° 46′ 12″ N, 6° 5′ 20″ O | 1858–1863 | Katholische Pfarrkirche             | Architekt: Vincenz Statz Neugotische Votivkirche; nach den Zerstörungen durch den Zweiten Weltkrieg vorübergehend notdürftig restauriert und 1978 abgerissen sowie durch die neue Marienkirche ersetzt (siehe dort).                |
|           | Christuskirche                              | Aachen Martin-Luther-Straße                     | 50° 46′ 24″ N, 6° 5′ 40″ O | 1893–1896 | Evangelische Pfarrkirche            | Architekt: Georg Frentzen Die Kirche im Stil der Neorenaissance wurde im Zweiten Weltkrieg schwer beschädigt und 1979 endgültig abgerissen und an ihrer Stelle das Zentrum für Familien – Martin-Luther-Haus errichtet (siehe dort) |
|           | Dietrich-Bonhoeffer-Haus                    | Aachen-Hanbruch Kronenberg                      | 50° 46′ 7″ N, 6° 3′ 25″ O  |           | Evangelische Kirchengemeinde Aachen | Die Gemeinden des Dietrich-Bonhoeffer-Hauses und der Arche wurden 2018 zusammengelegt und gehören jetzt zur neu gebauten Genezareth-Kirche (siehe dort). Das Dietrich-Bonhoeffer-Haus wurde verkauft und abgerissen.                |
|           | Neuapostolische Kirchengemeinde Aachen-West | Aachen Moreller Weg                             | 50° 45′ 49″ N, 6° 3′ 55″ O | 1983      | Neuapostolische Kirche              | 2018 profaniert wegen Umstrukturierungen im Gemeindeverbund des Kirchenbezirks Aachen März/April 2021 abgerissen |
|           | Alte Synagoge Aachen                        | Aachen Synagogenplatz (damals: Promenadenplatz) | 50° 46′ 36″ N, 6° 5′ 35″ O | 1860–1862 | Jüdische Gemeinde Aachen            | Architekt: Wilhelm Wickop Am Morgen des 10. November 1938 wurde die Synagoge in Brand gesteckt. Die Ruine wurde im Auftrag der Stadt und auf Kosten der Jüdischen Gemeinde bis Ende 1938 abgetragen                                 |